# Kumbotso
Kumbotso es un área de gobierno local en el Estado de Kano, Nigeria. Tiene su sede en la ciudad de Kumbotso. Tiene una superficie de 158 km ² y una población de 295.979 en el censo de 2006. El código postal de la zona es 700.